# کیشکووو (استان لهستان بزرگ‌تر)
کیشکووو (به لهستانی:  Kiszkowo) یک روستا در لهستان است که در گمینا کیشکووو واقع شده‌است.
 کیشکووو  ۱٬۰۰۰ نفر جمعیت دارد.